# Villa Kröckel
Die Villa Kröckel ist ein unter Denkmalschutz stehendes Gebäude in Kaiserslautern (Pirmasenser Straße 59). Die Villa steht in städtebaulich exponierter Lage direkt gegenüber dem Stadtpark.
Der Bau in den Formen der Neorenaissance wurde 1886 für den Kaiserslauterer Bauunternehmer Leonhard Kröckel nach einem Entwurf des Architekten Carl Spatz errichtet und war danach für mehrere Generationen in Familienbesitz. Kröckel besaß den Sandstein-Steinbruch, der heute Teil der Gartenschau ist, daher konnte er es sich erlauben, seine Villa mit vielen Skulpturen zu verzieren. Die verputzte Fassade ist vor allem zur Straßenseite hin mit vielen Sandsteingliederungen geschmückt. Durch die abwechslungsreiche Dachlandschaft wirkt das Gebäude leichter. Der Garten ist noch mit der originalen Einfriedung aus der Bauzeit umgeben und wird in einem zur Villa passenden Stil erhalten und gepflegt. 2001 wurde der Bau saniert und teilweise umgebaut.
Heute wird er unter anderem für eine Zahnarztpraxis und ein Restaurant genutzt.
Im Vorhof der Villa befindet sich die Delphinreiterin, ein Brunnen, der 1978 dort aufgestellt wurde. Schale und Plastik des Brunnens stammen aus dem 19. Jahrhundert und wurden vom Münchner Künstler Johannes Hoffart ursprünglich für den Mannheimer Paradeplatz geschaffen.